# Aedes hensilli
Espèce
Synonymes
- Aedes (Stegomyia) hensilli Farner, 1945[1]

Aedes hensilli est une espèce de moustiques (insectes diptères) de la famille des Culicidae qui se rencontre dans les îles Carolines et les îles Palaos. C'est une espèce vectrice de plusieurs arboviroses, dont la dengue et l'infection à virus Zika.

## Description
Aedes hensilli mesure environ 3 mm avec des ailes de 2 mm.

## Étymologie
Son nom spécifique, hensilli, lui a été donné en l'honneur du Dr George S. Hensill qui a notamment indiqué à l'auteur que les larves de cette espèce se rencontraient dans les noix de coco vides, dans les trous d'arbres ainsi que dans les récipients domestiques remplis d'eau et que les adultes devenaient actifs au crépuscule.

## Publication originale
- (en) D. S. Farner, « A new species of Aedes from the Caroline Islands (Diptera, Culicidae) », Proceedings of the Biological Society of Washington, Washington, Biological Society of Washington (d), vol. 58,‎ 7 mai 1945, p. 59-62 (ISSN 0006-324X et 1943-6327, OCLC 1536434, lire en ligne).